# Eternal (Miriam Stockley)
Eternal è il terzo album da solista della cantante britannica Miriam Stockley, pubblicato nel 2007.
Si tratta di una collezione di brani classici, da lei riarrangiati e con testi in italiano.

## Tracce
1. Alla Notte – Adagio (feat. Clio Gould) – 5:29
2. Hem Na Nkosi Bo – Rondeau – 3:10
3. Pace al Cuore – Prelude – 3:52
4. Choro Finito – Sarabande – 4:09
5. The Star of County Down (feat. Dermot Crehan) – 4:57
6. Se La Luna Fosse Donne – Moonlight Sonata – 5:55
7. Fantasy – Sicut Cervus – 3:26
8. Adiemus (feat. Dirk Campbell) – 4:00
9. Nagana Ka Lona – Bourrée – 2:58
10. Un Ricordo – Je Crois Entendre Encore (feat. Alessandro Safina) – 3:45
11. Nocturne – 3:34
12. Luce e Speranza – Bridal Chorus – 4:47
13. Prelude #2 – 4:17
14. Quanta Vita – Nimrod – 3:33

## Formazione
- Miriam Stockley – voce
- Clio Gould – violino
- Dermot Crehan – violino folk
- Dirk Campbell
- Alessandro Safina